# Beniganj
Beniganj es un pueblo y nagar Panchayat situado en el distrito de Hardoi en el estado de Uttar Pradesh (India). Su población es de 10173 habitantes (2011). 

## Demografía
Según el censo de 2011 la población de Beniganj era de 10173 habitantes, de los cuales 5475 eran hombres y 4698 eran mujeres. Beniganj tiene una tasa media de alfabetización del 73,72%, superior a la media estatal del 67,68%: la alfabetización masculina es del 78,98%, y la alfabetización femenina del 67,62%.